# Bürgermeisterwahlen in Sachsen 2012
Bürgermeisterwahlen fanden 2012 in Sachsen in 33 sächsischen Städten und Gemeinden statt. Dabei wurden 14 Bürgermeister im Amt bestätigt und vier abgewählt.

## Wahlstatistik
| Vorschlag  | Anzahl |                    | Bürgermeister | Anzahl |
| CDU        | 14     | - wiedergewählt    | 14            |        |
| FDP        | 3      | - abgewählt        | 4             |        |
| Linke      | 1      | - nicht kandidiert | 14            |        |
| WV, EB, EV | 14     | - unbekannt        | 1             |        |
| unbekannt  | 1      |                    |               |        |
| gesamt     | 33     |                    |               |        |

## Wahlergebnisse

### Landkreis Bautzen
Im Landkreis Bautzen fanden in vier Kommunen Wahlen statt. Diese sind im Folgenden aufgelistet. In einer Kommune war eine Neuwahl notwendig. Das entscheidende Wahlergebnis ist markiert.
Gewählte Bewerber:
- CDU: 2
- Einzelbewerber/Bürgerinitiativen: 2
- Amtsinhaber wiedergewählt: 3
- Amtsinhaber abgewählt: 0
- Amtsinhaber nicht angetreten: 1

Namen von Amtsinhabern sind fett dargestellt.
| Wahl         | Wahl              | Wahl              | Wahl             | Wahl            | Neuwahl     | Neuwahl         | vorherige | nächste |
| Wahltermin   | Gemeinde          | Bewerber          | Vorschlag        | Ergebnis (in %) | Wahltermin  | Ergebnis (in %) | vorherige | nächste |
| ------------ | ----------------- | ----------------- | ---------------- | --------------- | ----------- | --------------- | --------- | ------- |
| 3. Juni      | Bernsdorf         | Harry Habel       | CDU              | 97,3            |             |                 | ← 2005    | 2019 →  |
| 3. Juni      | Bernsdorf         | Einzelvorschläge  | Einzelvorschläge | 2,7             |             |                 | ← 2005    | 2019 →  |
| 3. Juni      | Großröhrsdorf     | Kerstin Ternes    | Ternes           | 99,2            |             |                 | ← 2005    | 2019 →  |
| 3. Juni      | Großröhrsdorf     | Einzelvorschläge  | Einzelvorschläge | 0,8             |             |                 | ← 2005    | 2019 →  |
| 3. Juni      | Steinigtwolmsdorf | Guntram Steglich  | Steglich         | 56,5            |             |                 | ← 2005    | 2019 →  |
| 3. Juni      | Steinigtwolmsdorf | Kathrin Gessel    | CDU              | 32,6            |             |                 | ← 2005    | 2019 →  |
| 3. Juni      | Steinigtwolmsdorf | Jürgen Elsner     | Elsner           | 10,9            |             |                 | ← 2005    | 2019 →  |
| 11. November | Burkau            | Sebastian Hein    | CDU              | 39,8            | 9. Dezember | 63,4            | ← 2008    | 2019 →  |
| 11. November | Burkau            | Lars Oschika      | Oschika          | 16,2            | 9. Dezember | 11,6            | ← 2008    | 2019 →  |
| 11. November | Burkau            | Matthias Preusche | Preusche         | 44,0            | 9. Dezember | n. k.           | ← 2008    | 2019 →  |
| 11. November | Burkau            | Katrin Jordan     | Jordan           | n. k.           | 9. Dezember | 25,0            | ← 2008    | 2019 →  |

### Erzgebirgskreis
Im Erzgebirgskreis fand in einer Kommune eine Wahl statt. Diese ist im Folgenden aufgelistet. In keiner Kommune war eine Neuwahl notwendig. Das entscheidende Wahlergebnis ist markiert.
Gewählte Bewerber:
- Einzelbewerber/Bürgerinitiativen: 1
- Amtsinhaber wiedergewählt: 1
- Amtsinhaber abgewählt: 0
- Amtsinhaber nicht angetreten: 0

Namen von Amtsinhabern sind fett dargestellt.
| Wahltermin | Gemeinde   | Bewerber         | Vorschlag        | Ergebnis (in %) | vorherige | nächste |
| ---------- | ---------- | ---------------- | ---------------- | --------------- | --------- | ------- |
| 10. Juni   | Bärenstein | Bernd Schlegel   | BL               | 96,6            | ← 2005    | 2019 →  |
| 10. Juni   | Bärenstein | Einzelvorschläge | Einzelvorschläge | 3,4             | ← 2005    | 2019 →  |

### Landkreis Görlitz
Im Landkreis Görlitz fanden in vier Kommunen Wahlen statt. Diese sind im Folgenden aufgelistet. In keiner Kommune war eine Neuwahl notwendig. Das entscheidende Wahlergebnis ist markiert.
Gewählte Bewerber:
- Einzelbewerber/Bürgerinitiativen: 4
- Amtsinhaber wiedergewählt: 2
- Amtsinhaber abgewählt: 1
- Amtsinhaber nicht angetreten: 1

Namen von Amtsinhabern sind fett dargestellt.
| Wahltermin  | Gemeinde            | Bewerber          | Vorschlag                     | Ergebnis (in %) | vorherige | nächste |
| ----------- | ------------------- | ----------------- | ----------------------------- | --------------- | --------- | ------- |
| 18. März    | Mittelherwigsdorf   | Markus Hallmann   | FWV                           | 54,5            | ← 2008    | 2019 →  |
| 18. März    | Mittelherwigsdorf   | Henry Stuff       | CDU                           | 22,9            | ← 2008    | 2019 →  |
| 18. März    | Mittelherwigsdorf   | Thomas Pilz       | Offene Liste                  | 19,0            | ← 2008    | 2019 →  |
| 18. März    | Mittelherwigsdorf   | Steffen Schreiber | Schreiber                     | 3,5             | ← 2008    | 2019 →  |
| 22. April   | Görlitz             | Joachim Paulick   | Paulick                       | 30,2            | ← 2005    | 2019 →  |
| 22. April   | Görlitz             | Siegfried Deinege | CDU, Bürger für Görlitz e. V. | 69,8            | ← 2005    | 2019 →  |
| 3. Juni     | Krauschwitz Krušwic | Rüdiger Mönch     | FWK                           | n. a.           | ← 2005    | 2013 →  |
| 3. Juni     | Krauschwitz Krušwic | Mario Brendel     | CDU                           | n. a.           | ← 2005    | 2013 →  |
| 14. Oktober | Jonsdorf            | Christoph Kunze   | Bürgerforum FW e. V.          | 94,0            | ← 2005    | 2019 →  |
| 14. Oktober | Jonsdorf            | Einzelvorschläge  | Einzelvorschläge              | 6,0             | ← 2005    | 2019 →  |

### Landkreis Leipzig
Im Landkreis Leipzig fanden in drei Kommunen Wahlen statt. Diese ist im Folgenden aufgelistet. In einer Kommune war eine Neuwahl notwendig. Das entscheidende Wahlergebnis ist markiert.
Gewählte Bewerber:
- Einzelbewerber/Bürgerinitiativen: 2
- Amtsinhaber wiedergewählt: 0
- Amtsinhaber abgewählt: 1
- Amtsinhaber nicht angetreten/Gemeindeneugründung: 1
- nicht angegeben (beide Kategorien): je 1

Namen von Amtsinhabern sind fett dargestellt.
| Wahl          | Wahl         | Wahl                     | Wahl      | Wahl            | Neuwahl       | Neuwahl         | vorherige                                        | nächste |
| Wahltermin    | Gemeinde     | Bewerber                 | Vorschlag | Ergebnis (in %) | Wahltermin    | Ergebnis (in %) | vorherige                                        | nächste |
| ------------- | ------------ | ------------------------ | --------- | --------------- | ------------- | --------------- | ------------------------------------------------ | ------- |
| 25. März      | Lossatal     | Wolfram Ebert            | CDU       | 16,9            |               |                 | Neugründung ← 2006 (Falkenhain) ← 2008 (Hohburg) | 2019 →  |
| 25. März      | Lossatal     | Martina Lehnigk          | UWV e. V. | 11,9            |               |                 | Neugründung ← 2006 (Falkenhain) ← 2008 (Hohburg) | 2019 →  |
| 25. März      | Lossatal     | Uwe Weigelt              | Weigelt   | 71,1            |               |                 | Neugründung ← 2006 (Falkenhain) ← 2008 (Hohburg) | 2019 →  |
| 2. September  | Naunhof      | Hermann Kinne            | CDU       | n. a.           |               |                 | ← 2008                                           | 2013 →  |
| 2. September  | Naunhof      | Torsten Wanke            | Linke     | n. a.           |               |                 | ← 2008                                           | 2013 →  |
| 2. September  | Naunhof      | Carsten Graf             | Graf      | n. a.           |               |                 | ← 2008                                           | 2013 →  |
| 2. September  | Naunhof      | Matthias Ruf             | Ruf       | n. a.           |               |                 | ← 2008                                           | 2013 →  |
| 2. September  | Naunhof      | Mario Schaller           | Schaller  | n. a.           |               |                 | ← 2008                                           | 2013 →  |
| 16. September | Markranstädt | Carina Radon             | CDU       | 38,6            | 30. September | 48,4            | ← 2005                                           | 2020 →  |
| 16. September | Markranstädt | Sven Kuhne               | SPD       | 22,1            | 30. September | n. k.           | ← 2005                                           | 2020 →  |
| 16. September | Markranstädt | Heike Kunzemann          | Linke     | 7,0             | 30. September | n. k.           | ← 2005                                           | 2020 →  |
| 16. September | Markranstädt | Klaus Blockhus           | Blcokhus  | 5,5             | 30. September | n. k.           | ← 2005                                           | 2020 →  |
| 16. September | Markranstädt | Jens-Reiner Bernd Spiske | FWM       | 26,7            | 30. September | 51,6            | ← 2005                                           | 2020 →  |

### Landkreis Meißen
Im Landkreis Meißen fanden in drei Kommunen Wahlen statt. Diese sind im Folgenden aufgelistet. In einer Kommune war eine Neuwahl notwendig. Das entscheidende Wahlergebnis ist markiert.
Gewählte Bewerber:
- FDP: 1
- CDU: 1
- Einzelbewerber/Bürgerinitiativen: 1
- Amtsinhaber wiedergewählt: 2
- Amtsinhaber abgewählt: 0
- Amtsinhaber nicht angetreten: 1

Namen von Amtsinhabern sind fett dargestellt.
| Wahl          | Wahl        | Wahl               | Wahl      | Wahl            | Neuwahl    | Neuwahl         | vorherige | nächste |
| Wahltermin    | Gemeinde    | Bewerber           | Vorschlag | Ergebnis (in %) | Wahltermin | Ergebnis (in %) | vorherige | nächste |
| ------------- | ----------- | ------------------ | --------- | --------------- | ---------- | --------------- | --------- | ------- |
| 10. Juni      | Zeithain    | Dieter Wamser      | BIG       | 38,3            | 24. Juni   | 39,6            | ← 2008    | 2019 →  |
| 10. Juni      | Zeithain    | Ralf Hänsel        | CDU       | 40,8            | 24. Juni   | 48,9            | ← 2008    | 2019 →  |
| 10. Juni      | Zeithain    | Martina Georgi     | Georgi    | 20,9            | 24. Juni   | 11,5            | ← 2008    | 2019 →  |
| 2. September  | Lommatzsch  | Anita Maaß         | FDP       | 79,7            |            |                 | ← 2005    | 2019 →  |
| 2. September  | Lommatzsch  | Christine Gallasch | FWL e. V. | 20,3            |            |                 | ← 2005    | 2019 →  |
| 16. September | Klipphausen | Gerold Mann        | Mann      | 94,4            |            |                 | ← 2006    | 2019 →  |
| 16. September | Klipphausen | Andreas Vorrath    | Grüne     | 5,6             |            |                 | ← 2006    | 2019 →  |

### Landkreis Mittelsachsen
Im Landkreis Mittelsachsen fanden in vier Kommunen Wahlen statt. Diese sind im Folgenden aufgelistet. In keiner Kommune war eine Neuwahl notwendig. Das entscheidende Wahlergebnis ist markiert.
Gewählte Bewerber:
- CDU: 3
- Einzelbewerber/Bürgerinitiativen: 1
- Amtsinhaber wiedergewählt: 0
- Amtsinhaber abgewählt: 0
- Amtsinhaber nicht angetreten/Neugründung: 4

Namen von Amtsinhabern sind fett dargestellt.
| Wahltermin  | Gemeinde               | Bewerber              | Vorschlag        | Ergebnis (in %) | vorherige                                            | nächste |
| ----------- | ---------------------- | --------------------- | ---------------- | --------------- | ---------------------------------------------------- | ------- |
| 12. Februar | Ostrau                 | Dirk Schilling        | CDU              | 59,4            | ← 2005                                               | 2019 →  |
| 12. Februar | Ostrau                 | Torsten Boin          | Boin             | 25,3            | ← 2005                                               | 2019 →  |
| 12. Februar | Ostrau                 | Tino Sachse           | Sachse           | 15,3            | ← 2005                                               | 2019 →  |
| 25. März    | Bobritzsch-Hilbersdorf | Volker Haupt          | CDU              | 71,2            | Neugründung ← 2008 (Bobritzsch) ← 2010 (Hilbersdorf) | 2019 →  |
| 25. März    | Bobritzsch-Hilbersdorf | Wolfdietrich Homilius | Homilius         | 28,8            | Neugründung ← 2008 (Bobritzsch) ← 2010 (Hilbersdorf) | 2019 →  |
| 3. Juni     | Halsbrücke             | Andreas Beger         | CDU              | 96,3            | ← 2008                                               | 2019 →  |
| 3. Juni     | Halsbrücke             | Einzelvorschläge      | Einzelvorschläge | 3,7             | ← 2008                                               | 2019 →  |
| 7. Oktober  | Niederwiesa            | Ilona Meier           | BI               | 87,7            | ← 2008                                               | 2019 →  |
| 7. Oktober  | Niederwiesa            | Einzelvorschläge      | Einzelvorschläge | 12,3            | ← 2008                                               | 2019 →  |

### Landkreis Sächsische Schweiz-Osterzgebirge
Im Landkreis Sächsische Schweiz-Osterzgebirge fanden in vier Kommunen Wahlen statt. Diese sind im Folgenden aufgelistet. In keiner Kommune war eine Neuwahl notwendig. Das entscheidende Wahlergebnis ist markiert.
Gewählte Bewerber:
- CDU: 2
- Linke: 1
- Einzelbewerber/Bürgerinitiativen: 1
- Amtsinhaber wiedergewählt: 3
- Amtsinhaber abgewählt: 0
- Amtsinhaber nicht angetreten: 1

Namen von Amtsinhabern sind fett dargestellt.
| Wahltermin | Gemeinde                    | Bewerber            | Vorschlag                 | Ergebnis (in %) | vorherige | nächste |
| ---------- | --------------------------- | ------------------- | ------------------------- | --------------- | --------- | ------- |
| 15. Januar | Bad Gottleuba-Berggießhübel | Thomas Mutze        | Mutze                     | 98,3            | ← 2005    | 2019 →  |
| 15. Januar | Bad Gottleuba-Berggießhübel | Einzelvorschläge    | Einzelvorschläge          | 1,7             | ← 2005    | 2019 →  |
| 15. Januar | Liebstadt                   | Hans-Peter Retzler  | Linke                     | 72,2            | ← 2005    | 2019 →  |
| 15. Januar | Liebstadt                   | Bernd Bruno Wengler | CDU                       | 13,0            | ← 2005    | 2019 →  |
| 15. Januar | Liebstadt                   | Paul Bolle          | WV „Bürger für Liebstadt“ | 14,9            | ← 2005    | 2019 →  |
| 10. Juni   | Gohrisch                    | Eckhard Brähmig     | CDU                       | 17,9            | ← 2008    | 2019 →  |
| 10. Juni   | Gohrisch                    | Heiko Eggert        | Eggert                    | 82,1            | ← 2008    | 2019 →  |
| 7. Oktober | Heidenau                    | Jürgen Opitz        | CDU                       | 58,1            | ← 2008    | 2019 →  |
| 7. Oktober | Heidenau                    | Steffen Wolf        | Linke                     | 14,9            | ← 2008    | 2019 →  |
| 7. Oktober | Heidenau                    | Norbert Bläsner     | FDP                       | 15,4            | ← 2008    | 2019 →  |
| 7. Oktober | Heidenau                    | Michael Schürer     | HBI                       | 11,6            | ← 2008    | 2019 →  |

### Vogtlandkreis
Im Vogtlandkreis fanden in drei Kommunen Wahlen statt. Diese sind im Folgenden aufgelistet. In keiner Kommune war eine Neuwahl notwendig. Das entscheidende Wahlergebnis ist markiert.
Gewählte Bewerber:
- CDU: 2
- FDP: 1
- Einzelbewerber/Bürgerinitiativen: 0
- Amtsinhaber wiedergewählt: 0
- 00Amtsinhaber abgewählt: 1
- Amtsinhaber nicht angetreten: 2

Namen von Amtsinhabern sind fett dargestellt.
| Wahltermin | Gemeinde           | Bewerber             | Vorschlag | Ergebnis (in %) | vorherige | nächste |
| ---------- | ------------------ | -------------------- | --------- | --------------- | --------- | ------- |
| 4. März    | Rodewisch → Detail | Kerstin Schöniger    | CDU       | 53,9            | ← 2005    | 2019 →  |
| 4. März    | Rodewisch → Detail | Holger Liebold       | SPD       | 15,7            | ← 2005    | 2019 →  |
| 4. März    | Rodewisch → Detail | Lothar Jahn          | Jahn      | 24,7            | ← 2005    | 2019 →  |
| 4. März    | Rodewisch → Detail | Catrin Weck          | Weck      | 5,8             | ← 2005    | 2019 →  |
| 29. April  | Oelsnitz/Vogtl.    | Mario Horn           | CDU       | 69,3            | ← 2008    | 2019 →  |
| 29. April  | Oelsnitz/Vogtl.    | Waltraud Klarner     | Linke     | 11,9            | ← 2008    | 2019 →  |
| 29. April  | Oelsnitz/Vogtl.    | Christoph Apitz      | Apitz     | 18,8            | ← 2008    | 2019 →  |
| 15. Juli   | Pöhl               | Friedhard Kaul       | Kaul      | 34,1            | ← 2005    | 2020 →  |
| 15. Juli   | Pöhl               | Daniela Homml-Kreißl | FDP       | 65,9            | ← 2005    | 2020 →  |

### Landkreis Zwickau
Im Landkreis Zwickau fanden in sieben Kommunen Wahlen statt. Diese sind im Folgenden aufgelistet. In zwei Kommunen waren Neuwahlen notwendig. Das entscheidende Wahlergebnis ist markiert.
Gewählte Bewerber:
- CDU: 4
- FDP: 1
- Einzelbewerber/Bürgerinitiativen: 2
- Amtsinhaber wiedergewählt: 3
- Amtsinhaber abgewählt: 1
- Amtsinhaber nicht angetreten: 3

Namen von Amtsinhabern sind fett dargestellt.
| Wahl         | Wahl                 | Wahl               | Wahl             | Wahl            | Neuwahl    | Neuwahl         | vorherige | nächste |
| Wahltermin   | Gemeinde             | Bewerber           | Vorschlag        | Ergebnis (in %) | Wahltermin | Ergebnis (in %) | vorherige | nächste |
| ------------ | -------------------- | ------------------ | ---------------- | --------------- | ---------- | --------------- | --------- | ------- |
| 22. Januar   | Langenbernsdorf      | Elfi Rank          | Rank             | 17,9            | 5. Februar | n. k.           | ← 2005    | 2019 →  |
| 22. Januar   | Langenbernsdorf      | Tobias Joachim Bär | CDU              | 32,1            | 5. Februar | 31,4            | ← 2005    | 2019 →  |
| 22. Januar   | Langenbernsdorf      | Ingrid Fischer     | FWG              | 21,1            | 5. Februar | 22,5            | ← 2005    | 2019 →  |
| 22. Januar   | Langenbernsdorf      | Frank Rose         | Rose             | 28,8            | 5. Februar | 46,2            | ← 2005    | 2019 →  |
| 1. April     | Fraureuth            | Matthias Topitsch  | CDU              | 99,4            |            |                 | ← 2005    | 2019 →  |
| 1. April     | Fraureuth            | Einzelvorschläge   | Einzelvorschläge | 0,6             |            |                 | ← 2005    | 2019 →  |
| 6. Mai       | Bernsdorf            | Roswitha Müller    | FDP              | 97,6            |            |                 | ← 2005    | 2019 →  |
| 6. Mai       | Bernsdorf            | Einzelvorschläge   | Einzelvorschläge | 2,4             |            |                 | ← 2005    | 2019 →  |
| 10. Juni     | Werdau               | Stefan Czarnecki   | CDU              | 38,6            | 24. Juni   | 53,4            | ← 2008    | 2019 →  |
| 10. Juni     | Werdau               | Petra Jehring      | Linke            | 24,3            | 24. Juni   | 35,9            | ← 2008    | 2019 →  |
| 10. Juni     | Werdau               | Bernd Gerber       | FW               | 13,5            | 24. Juni   | n. k.           | ← 2008    | 2019 →  |
| 10. Juni     | Werdau               | Dieter Theis       | FDP              | 10,7            | 24. Juni   | n. k.           | ← 2008    | 2019 →  |
| 10. Juni     | Werdau               | Michael Jacob      | SPD              | 12,9            | 24. Juni   | 10,7            | ← 2008    | 2019 →  |
| 1. Juli      | Wilkau-Haßlau        | Stefan Feustel     | CDU              | 94,2            |            |                 | ← 2005    | 2019 →  |
| 1. Juli      | Wilkau-Haßlau        | Einzelvorschläge   | Einzelvorschläge | 5,8             |            |                 | ← 2005    | 2019 →  |
| 9. September | Hohenstein-Ernstthal | Lars Kluge         | CDU              | 91,8            |            |                 | ← 2008    | 2019 →  |
| 9. September | Hohenstein-Ernstthal | Einzelvorschläge   | Einzelvorschläge | 8,2             |            |                 | ← 2008    | 2019 →  |
| 4. November  | Oberwiera            | Bernd Geringswald  | CDU              | 95,8            |            |                 | ← 2005    | 2019 →  |
| 4. November  | Oberwiera            | Einzelvorschläge   | Einzelvorschläge | 4,2             |            |                 | ← 2005    | 2019 →  |

## Belege
1. ↑  Bürgermeisterwahlen. Abgerufen am 24. November 2023.
2. ↑  Referat Kommunikation und Öffentlichkeitsarbeit: Wahlergebnisse 2019 - Wahlen - sachsen.de. Abgerufen am 30. Oktober 2023.
3. ↑  Referat Kommunikation und Öffentlichkeitsarbeit: Wahlergebnisse 2019 - Wahlen - sachsen.de. Abgerufen am 30. Oktober 2023.
4. ↑  Referat Kommunikation und Öffentlichkeitsarbeit: Wahlergebnisse 2019 - Wahlen - sachsen.de. Abgerufen am 30. Oktober 2023.
5. ↑  Referat Kommunikation und Öffentlichkeitsarbeit: Wahlergebnisse 2019 - Wahlen - sachsen.de. Abgerufen am 30. Oktober 2023.